# Mikk Reintam
Mikk Reintam (Tallinn, 22 maggio 1990) è un ex calciatore estone, di ruolo difensore.